# Kazuki Himeno

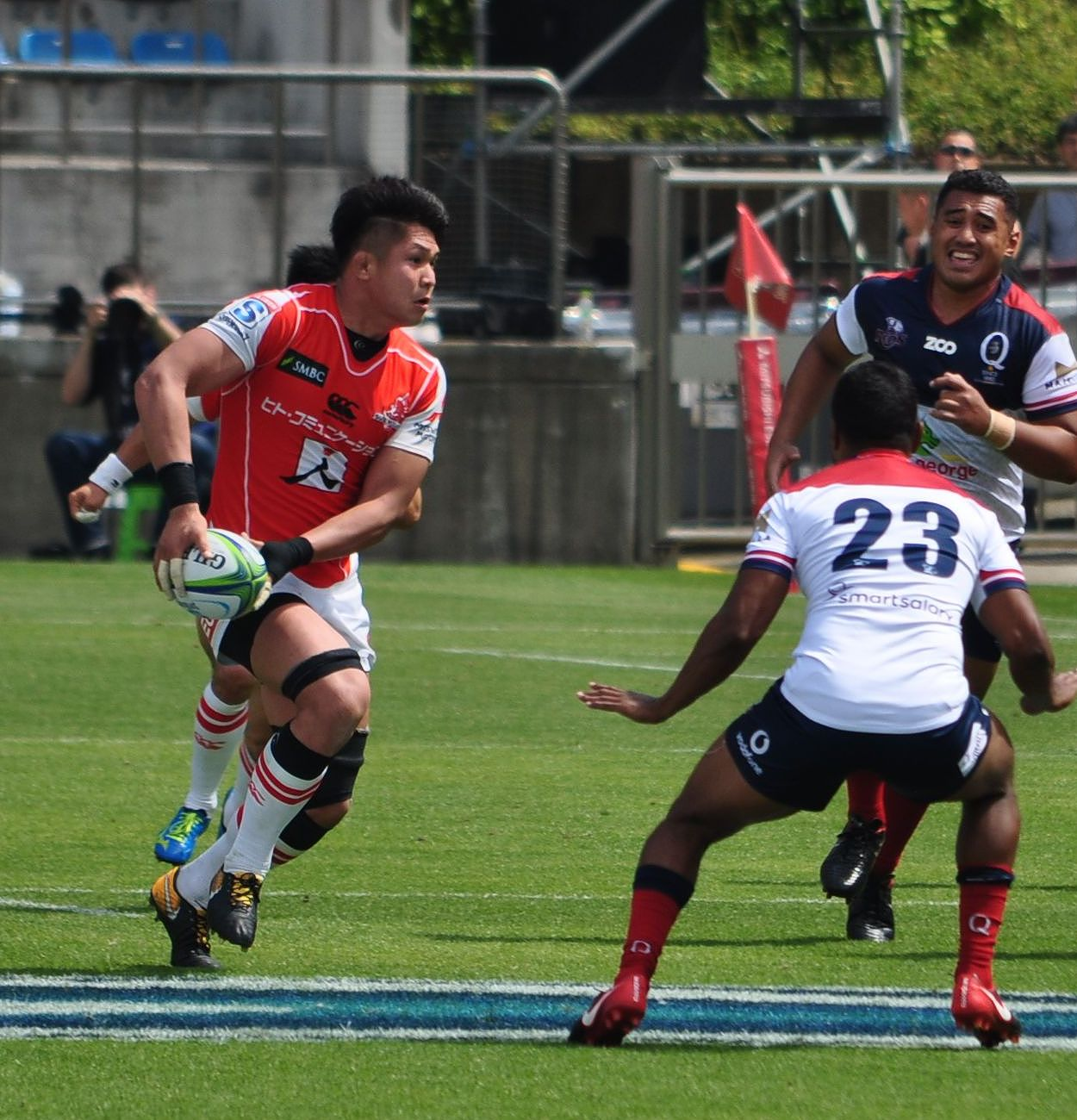
Himeno (po lewej) w meczu Sunwolves przeciwko Queensland Reds (2018)

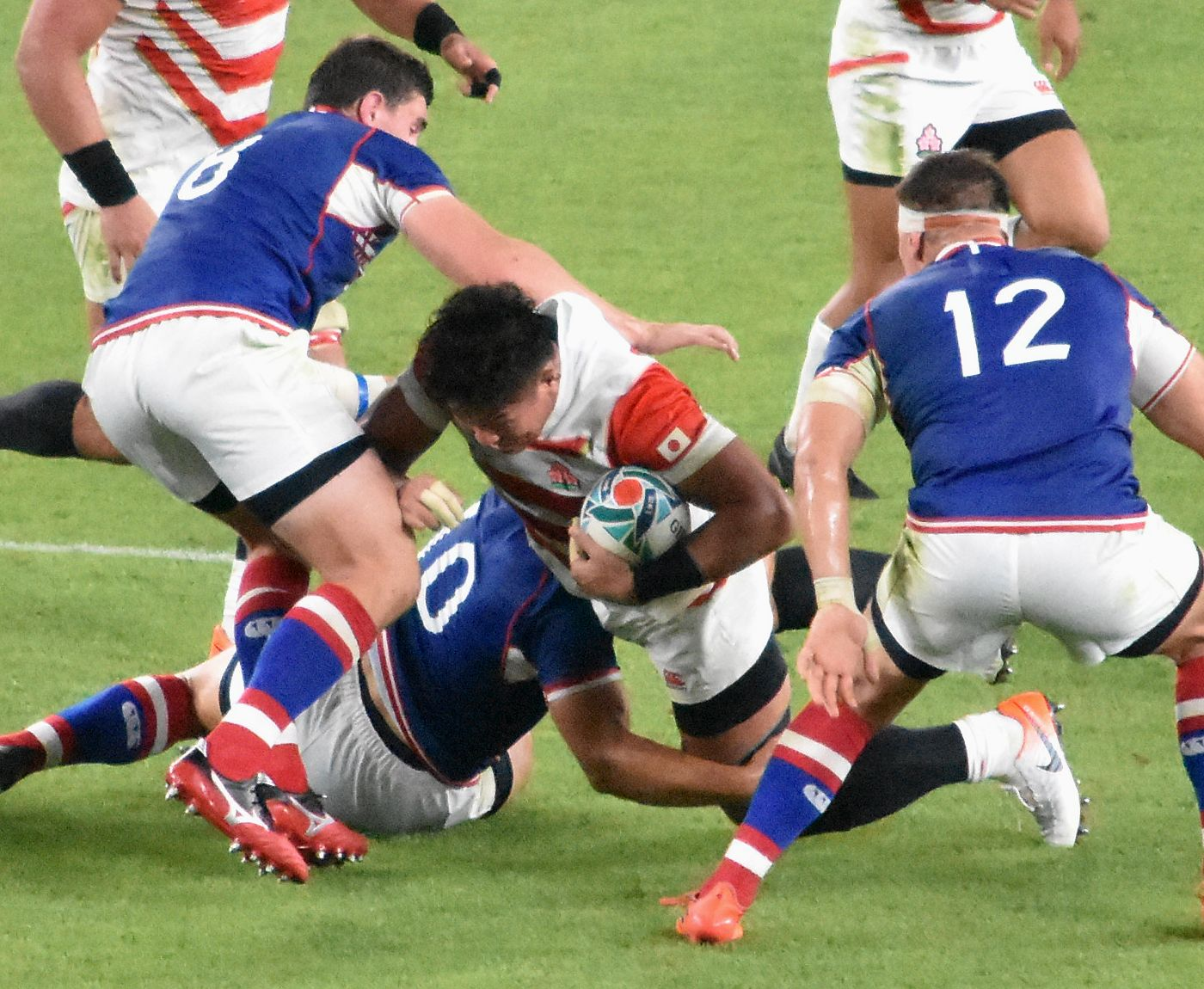
Japończyk (pośrodku) podczas meczu z Rosją w ramach pucharu świata 2019

Kazuki Himeno (jap. 姫野和樹 Himeno Kazuki; ur. 27 lipca 1994 r. w Nagoi) – japoński rugbysta występujący przeważnie na pozycji wiązacza. Reprezentant kraju, uczestnik pucharu świata.

## Młodość
Himeno uczęszczał do szkoły ponadpodstawowej Mita w Nagoi. Choć wcześniej uprawiał głównie piłkę nożną i baseball, to jednak z uwagi na potężną sylwetkę postanowił spróbować swoich sił w rugby. Pierwsze treningi odbył w wieku 13 lat. Następnie trafił do szkoły średniej Haruhigaoka w Kasugai. Mimo że w czasach szkolnych dokuczały mu kontuzje (w szczególności urazy kolan), to jednak  brał udział w mistrzostwach kraju organizowanych na stadionie narodowym Hanazono, a w 2011 roku występował też w reprezentacji regionu Tōkai.
Choć bezpośrednio po ukończeniu szkoły rozważał rozpoczęcie kariery zawodowej, zdecydował się jednak na podjęcie studiów na Uniwersytecie Teikyō w tokijskim regionie Itabashi – uczelni o najwyższym wówczas poziomie rugby w kraju. Choć złamana w czasie studiów kość śródstopia lewej nogi nie pozwoliła mu na grę na wysokim poziomie aż do trzeciego roku, Himeno brał udział w niektórych spotkaniach uczelnianej drużyny, która w tym czasie sięgnęła po piąty, szósty, siódmy i ósmy z rzędu tytuł akademickiego mistrza Japonii. Uczestniczył także w turniejach o mistrzostwo Japonii rozgrywanych pomiędzy najlepszymi drużynami uniwersyteckimi a profesjonalnymi klubami z Top League (w 2015 roku ekipa Uniwersytetu Teikyō wygrała z NEC Green Rockets). Studia ukończył w roku 2017.

## Kariera klubowa
Po zakończeniu nauki na uniwersytecie dołączył do profesjonalnej drużyny Toyota Verblitz. Już przed pierwszym sezonem w klubie, 2017/2018, trener Jake White mianował go kapitanem zespołu. W trakcie rozgrywek Himeno wystąpił w 15 meczach, w których zdobył sześć przyłożeń. Jego drużyna zajęła czwarte miejsce, przegrywając w „małym finale” z Yamaha Júbilo 10:28, zaś on sam uzyskał nagrodę dla najlepszego nowicjusza w rozgrywkach.
Dobre występy w lidze krajowej spowodowały, że został włączony do składu Sunwolves, japońskiej drużyny występującej w rozgrywkach Super Rugby. W swoim debiutanckim sezonie na tym poziomie rozegrał 11 meczów, w których zdobył dwa przyłożenia. W dalszej części roku jako kapitan Verblitz powrócił do rodzimych rozgrywek. Wystąpił w siedmiu meczach, w tym w trzech w fazie pucharowej. Ekipa z Toyoty ponownie kończyła rozgrywki meczem o trzecie miejsce, który ponownie przegrała – 12:15 z Yamaha Júbilo.
Przed kolejnym sezonem Super Rugby Himeno pozostał w kadrze Sunwolves. Niemniej z uwagi na zaangażowanie w przygotowania japońskiej drużyny narodowej poza meczem rezerw – Wolfpack – nie wystąpił w żadnym spotkaniu. Po wznowieniu rozgrywek ponownie grał w Top League w drużynie Toyota Verblitz.

## Kariera reprezentacyjna
Po raz pierwszy Himeno znalazł się w kręgu zainteresowań selekcjonerów drużyn narodowych w 2012 roku, kiedy został powołany do kadry do lat 19 na azjatyckie eliminacje do turnieju Junior World Rugby Trophy 2013 (ostatecznie został wycofany ze składu). W 2013 roku po ukończeniu trzeciej klasy szkoły średniej 18-latek trafił najpierw do drugiej reprezentacji seniorów (Junior Japan) na turniej Pacific Rugby Cup, a następnie do reprezentacji do lat 20 na wspomniane zawody Junior World Rugby Trophy w Chile.
Kolejną szansę w zespole narodowym dostał już po ukończeniu studiów, w roku 2017, kiedy otrzymał powołanie od Jamiego Josepha. Debiutował w październiku w nieoficjalnym sparingu z zebraną specjalnie na tę okazję drużyną World XV. Tydzień później wystąpił w pierwszym składzie w meczu z Australią, w którym dodatkowo zdobył jedno z przyłożeń swojego zespołu. W czasie tego samego okna reprezentacyjnego brał także udział w zwycięstwie nad Tonga i remisie z Francją. Od samego początku swojej kariery reprezentacyjnej Himeno był jednym z podstawowych graczy, z początku naprzemiennie występując na pozycji wspieracza, rwacza i wiązacza. W 2018 roku brał udział zarówno w czerwcowych, jak i w listopadowych meczach testowych (w sześciu z nich w pierwszym składzie).
Wiosną 2019 roku Himeno był jednym z członków Wolfpack – formalnie zespołu rezerw ekipy Sunwolves, którego mecze w swojej istocie stanowiły pierwszy etap przygotowań reprezentacji Japonii do rozgrywanego na własnym terenie pucharu świata. W barwach tego zespołu wystąpił w meczu z drugą drużyną australijskich Rebels. W lipcu i sierpniu uczestniczył w wygranym przez Japończyków Pucharze Narodów Pacyfiku. Wkrótce po zakończeniu turnieju znalazł się w ostatecznym składzie reprezentacji Japonii na nadchodzące mistrzostwa świata. Gospodarze po raz pierwszy w historii swoich występów w turniejach tej rangi awansowali do fazy ćwierćfinałowej, gdzie jednak ulegli południowoafrykańskim „Springboks”. Podczas pucharu świata Himeno ugruntował swoją pozycję jako jednej z gwiazd japońskiego rugby. Zdobył przyłożenie w meczu z Samoa, plasował się wśród najlepszych zawodników fazy grupowej pod względem liczby przeprowadzonych ataków i odzyskanych w przegrupowaniu piłek. Zdaniem wielu komentatorów był jednym z wyróżniających się zawodników pierwszej części turnieju.

### Statystyki
Stan na dzień 20 października 2019 r.
Występy na arenie międzynarodowej
| Drużyna narodowa | Rok  | Mecze | Punkty |
| ---------------- | ---- | ----- | ------ |
| Japonia          | 2017 | 3     | 5      |
| Japonia          | 2018 | 6     | 5      |
| Japonia          | 2019 | 8     | 10     |
| Suma             | Suma | 17    | 20     |

Przyłożenia na arenie międzynarodowej
| Lp. | Data                | Miejsce                                      | Przeciwnik | Rozgrywki                    |
| --- | ------------------- | -------------------------------------------- | ---------- | ---------------------------- |
| 1.  | 4 listopada 2017    | Stadion Nissan, Jokohama                     | Australia  | mecz testowy                 |
| 2.  | 23 czerwca 2018     | Stadion Toyota, Toyota                       | Gruzja     | mecz testowy                 |
| 3.  | 27 lipca 2019       | Kamaishi Recovery Memorial Stadium, Kamaishi | Fidżi      | Puchar Narodów Pacyfiku 2019 |
| 4.  | 5 października 2019 | Stadion Toyota, Toyota                       | Samoa      | Puchar Świata w Rugby 2019   |

## Nagrody i wyróżnienia
- nagroda dla nowicjusza sezonu 2017/2018 w Top League (ang. Rookie of the season)[17]
- miejsce w drużynie sezonu 2017/2018 w Top League[17]